# Louis MacNeice

Louis MacNeice

Frederick Louis MacNeice (12 tháng 9 năm 1907 – 3 tháng 9 năm 1963) – nhà thơ, nhà văn, nhà viết kịch người Ireland sáng tác bằng tiếng Anh.

## Tiểu sử

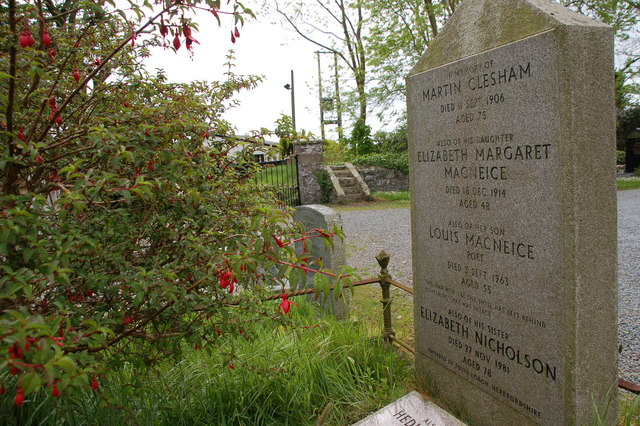
Mộ Louis Macneice

Louis MacNeice sinh ở Belfast, Ireland. Là con trai út của John Frederick và Elizabeth Margaret. Học triết và ngôn ngữ ở Đại học Oxford. Thời gian học tại đây MacNeice làm quen với W. H. Auden và tham gia nhóm văn học “nhà thơ những năm 30” cùng với W.H. Auden, Stephen Spender và Cecil Day-Lewis. Roy Campbell đặt cho nhóm này biệt danh MacSpaunday (MACNeice, SPender, AUdeN, DAY-Lewis).
Những năm 1930 – 1936 ông dạy ngôn ngữ ở trường Đại học Birmingham. Các năm 1936 – 1940 dạy ở trường Cao đẳng Bedford. Từ năm 1941 đến năm 1940 ông làm việc tại Đài BBC. Năm 1950 được bổ nhiệm làm Giám đốc Viện Anh ở Athens, Hy Lạp. Louis MacNeice cũng thường xuyên đọc các bài giảng cũng như đọc thơ ở Mỹ. Năm 1958 ông được tặng Huân chương Đế chế Anh.
Ông mất ở London ngày 3 tháng 9 năm 1963.

## Tác phẩm

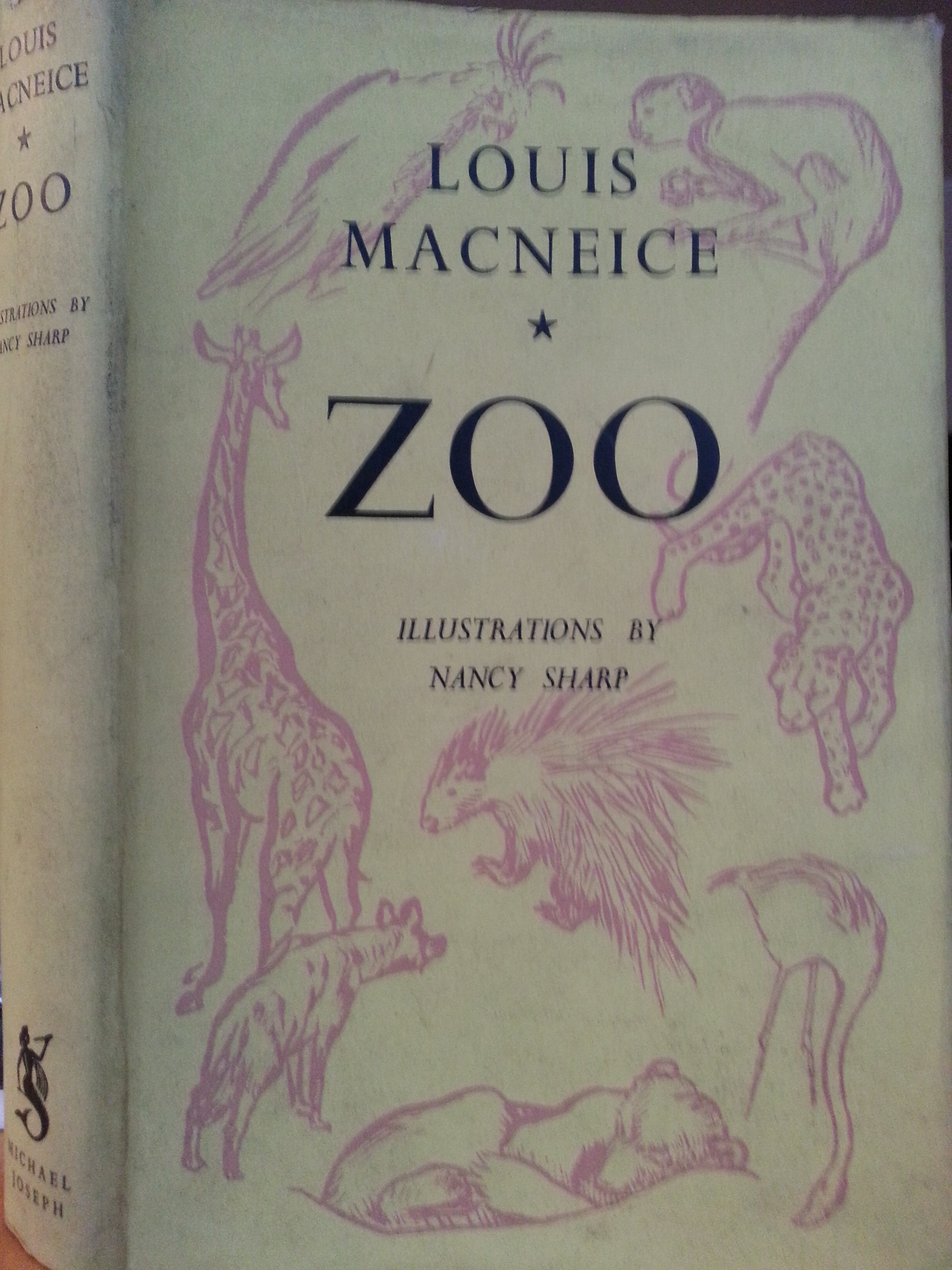
Một cuốn sách

- Pháo hiệu mù (Blind Fireworks, 1929)
- Nhật ký mùa thu (Autumn Journal, 1939)
- Chồi non và ảo ảnh (Plant and Phantom, 1941)
- Bàn đạp (Springboard, 1944)
- Cầu nguyện trước khi sinh (Prayer Before Birth, 1944)
- Tháp đen (The Dark Tower, 1946)
- Lỗ trên trời (Holes in the Sky, 1948)
- Những cuộc thăm viếng (Visitations, 1959)
- Tuyển tập thơ (Selected Poems (1964)
- Toàn tập thơ (Collected Poems (1966)
- Tuyển tập thơ (Selected Poems, 1988)
- Toàn tập thơ (Collected Poems, 2007)

## Một số bài thơ
| The Sunlight on the Garden The sunlight on the garden Hardens and grows cold, We cannot cage the minute Within its nets of gold; When all is told We cannot beg for pardon. Our freedom as free lances Advances towards its end; The earth compels, upon it Sonnets and birds descend; And soon, my friend, We shall have no time for dances. The sky was good for flying Defying the church bells And every evil iron Siren and what it tells: The earth compels, We are dying, Egypt, dying And not expecting pardon, Hardened in heart anew, But glad to have sat under Thunder and rain with you, And grateful too For sunlight on the garden. Snow The room was suddenly rich and the great bay-window was Spawning snow and pink roses against it Soundlessly collateral and incompatible: World is suddener than we fancy it. World is crazier and more of it than we think, Incorrigibly plural. I peel and portion A tangerine and spit the pips and feel The drunkenness of things being various. And the fire flames with a bubbling sound for world Is more spiteful and gay than one supposes - On the tongue on the eyes on the ears in the palms of one's hands - There is more than glass between the snow and the huge roses. Prayer Before Birth I am not yet born; O hear me. Let not the bloodsucking bat or the rat or the stoat or the club-footed ghoul come near me. I am not yet born, console me. I fear that the human race may with tall walls wall me, with strong drugs dope me, with wise lies lure me, on black racks rack me, in blood-baths roll me. I am not yet born; provide me With water to dandle me, grass to grow for me, trees to talk to me, sky to sing to me, birds and a white light in the back of my mind to guide me. I am not yet born; forgive me For the sins that in me the world shall commit, my words when they speak me, my thoughts when they think me, my treason engendered by traitors beyond me, my life when they murder by means of my hands, my death when they live me. I am not yet born; rehearse me In the parts I must play and the cues I must take when old men lecture me, bureaucrats hector me, mountains frown at me, lovers laugh at me, the white waves call me to folly and the desert calls me to doom and the beggar refuses my gift and my children curse me. I am not yet born; O hear me, Let not the man who is beast or who thinks he is God come near me. I am not yet born; O fill me With strength against those who would freeze my humanity, would dragoon me into a lethal automaton, would make me a cog in a machine, a thing with one face, a thing, and against all those who would dissipate my entirety, would blow me like thistledown hither and thither or hither and thither like water held in the hands would spill me. Let them not make me a stone and let them not spill me. Otherwise kill me. | Vườn đầy ánh mặt trời Giá lạnh và đông cứng Ta không giữ thời gian Trong lưới vàng ánh sáng Khi tất cả nói xong Không cần xin ân giảm. Ta tự do như tên Khi bay về điểm cuối Mặt đất đang kêu gọi Cả thơ và cả chim Ta chẳng có thời gian Để dành cho điệu nhảy. Bầu trời như thiên đường Ta như chim sổ lồng Bay lên và thách thức Chuông nhà thờ, cứ mặc Kêu những lời âm vang: Ta chết đây, Ai Cập. Không cần xin ân giảm Dù hóa đá tim này Ta sung sướng mừng vui Sống cùng mưa cùng sấm Và hai ta bước đến Vườn đầy ánh mặt trời. Tuyết Căn phòng đẹp có cửa sổ nhìn xa Những bông hồng đặt kề bên băng giá Thuận và nghịch trong cuộc đời như thế Hơn những gì mà ta tưởng tượng ra. Thế giới diệu kỳ, phức tạp hơn ta tưởng Tôi lấy quả quýt, bóc vỏ từng phần Còn lại múi, tôi say sưa tận hưởng Sự phức tạp của những thứ giản đơn. Và khi ngọn lửa reo lên tí tách Phức tạp hơn ngôn ngữ, ánh mắt nhìn Giữa hoa hồng và tuyết ở sát gần Có nhiều hơn lớp kính dày ngăn cách. Cầu nguyện trước khi sinh Tôi chưa ra đời, xin hãy nghe tôi. Xin đừng để con dơi hút máu, con chồn trắng hay con chuột con ma cà rồng khập khễnh đến gần tôi. Tôi chưa ra đời, xin hãy an ủi tôi. Tôi lo sợ loài người dựng những bức tường cao dùng thuốc mạnh gây mê, dùng mưu mô lừa dối trên giá đen tra hỏi, trong bồn máu dìm tôi. Tôi chưa ra đời, xin hãy cho tôi Dòng nước vuốt ve, hoa cỏ vỗ về và cây kể chuyện cho bầu trời hát, cho chim và ánh sáng ở lại trong đầu để hướng dẫn cho tôi. Tôi chưa ra đời, hãy tha thứ cho tôi Vì những tội lỗi của người đời, vì lời nói khi họ nói với tôi, vì suy nghĩ khi họ nghĩ về tôi vì sự phản bội của tôi với những người phản bội vì cuộc sống khi họ giết người bằng tay tôi vì cái chết của tôi khi vì tôi họ sống. Tôi chưa ra đời, xin hãy chỉ cho tôi Vai nào tôi phải đóng trong đời, điều gì cần thực hiện khi cụ già rao giảng, khi quan tham chửi mắng núi cau mày với tôi, những người yêu cười nhạo tôi sóng trắng gọi tôi đến sự điên cuồng và sa mạc gọi đến chỗ diệt vong và kẻ bần cùng từ chối món quà của tôi và các con cũng chửi mắng tôi. Tôi chưa ra đời, xin hãy nghe tôi Những người như thú, những ai coi mình như Thượng đế xin đừng đến gần tôi. Tôi chưa ra đời, xin hãy cho tôi Sức mạnh để chống lại những kẻ muốn giết đi trong tôi con người những kẻ biến tôi thành con đinh ốc thành cái máy chỉ biết một việc là chém giết và những ai phân chia nhân cách của tôi thổi tôi như chiếc lông tơ sẽ bay từ nơi này qua nơi nọ hoặc như nước trên lòng bày tay người ta hắt đổ. Đừng để họ biến tôi thành đá, đừng cho họ đổ Nếu không, sẽ giết chết tôi. Bản dịch của Hồ Thượng Tuy |